# خانه‌های بریم شماره ۵۸
خانه‌های بریم شماره ۵۸ مربوط به دوره پهلوی دوم است و در آبادان، منطقه مسکونی بریم، پلاک ۵۸ واقع شده و این اثر در تاریخ ۳۰ بهمن ۱۳۸۶ با شمارهٔ ثبت ۲۱۲۱۲ به‌عنوان یکی از آثار ملی ایران به ثبت رسیده است.